# No. 1 Record
#1 Record (auch als No. 1 Record bekannt) ist das Debütalbum der US-amerikanischen Rockband Big Star. Es wurde 1972 von dem Label Ardent Records veröffentlicht. Obwohl das Album kommerziell erfolglos blieb, beeinflusste es zahlreiche nachfolgende
Musiker und Bands wie R.E.M. und The Replacements.

## Hintergrund
#1 Record ist das erste Album der Power-Pop-Band Big Star, die 1971 von den Kindheitsfreunden Alex Chilton und Chris Bell sowie Jody Stephens und Andy Hummel in Memphis gegründet wurde. Die Gruppe war stark von Bands der 1960er Jahre wie den Beatles und The Byrds beeinflusst. Big Stars Musik auf #1 Record wurde als „Synthese aus britischem Pop und 60er-gestylten Los Angeles Harmonien“ und „Mischung aus Power Pop und akustischen Balladen“ beschrieben.
Die Mehrzahl der Songs auf dem Erstlingswerk wurden von Alex Chilton und Chris Bell geschrieben, die auch abwechselnd den Leadgesang übernahmen. Die schlechten Verkaufszahlen des Albums und Streitigkeiten mit Chilton führten noch 1972 zum Ausstieg von Bell, der fortan als Solokünstler in Erscheinung trat. Er kam 1978 bei einem Autounfall ums Leben.
Nachdem der hochgelobte Nachfolger Radio City 1974 ebenfalls kein Erfolg wurde, verließ auch Andy Hummel die Band. Nach den Aufnahmen zum dritten Album Third/Sister Lovers löste sich Big Star im selben Jahr auf.

## Titelliste

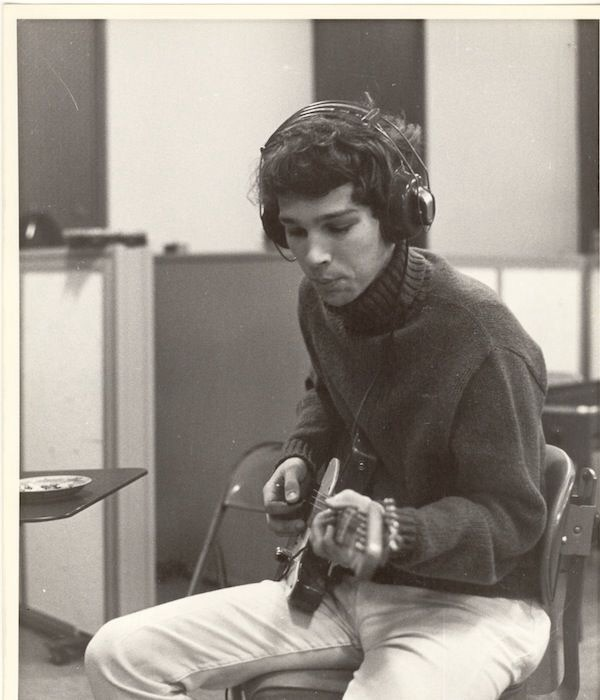
Chris Bell

Bis auf die gekennzeichneten Ausnahmen stammen alle Songs aus der Feder von Alex Chilton und Chris Bell.
Seite 1
1. Feel – 3:34
2. The Ballad of El Goodo – 4:21
3. In the Street – 2:55
4. Thirteen – 2:34
5. Don’t Lie to Me – 3:07
6. The India Song (Andy Hummel) – 2:20
Seite 2
7. When My Baby’s Beside Me – 3:23
8. My Life Is Right (Bell, Tom Eubanks) – 3:08
9. Give Me Another Chance – 3:27
10. Try Again – 3:31
11. Watch the Sunrise – 3:45
12. ST 100/6 – 1:01

## Rezeption
Das Album erhielt sehr positive Rezensionen. In der Aufstellung der 500 besten Alben aller Zeiten der Musikzeitschrift Rolling Stone erreichte #1 Record 2003 Platz 434 und 2020 Platz 474. Das Magazin wählte es zudem auf Platz 90 der 100 besten Debütalben. Thirteen belegte 2004 Platz 406 der 500 besten Songs aller Zeiten. Pitchfork wählte ihn auf Platz 22 der 200 besten Songs der 1970er Jahre. In der Auswahl der 200 besten Alben aller Zeiten von Uncut belegt #1 Record Platz 89.
2025 wurde das Album in die Grammy Hall of Fame aufgenommen.
#1 Record gehört zu den 1001 Albums You Must Hear Before You Die.

„Romantischen Anglo-Pop bot das todgeweihte Quartett Big Star aus Memphis an - und prägte damit das Power-Pop-Genre und den Fluch der vergessenen Kultband. [...] No. 1 Record besteht also nicht nur aus entzückenden Details und lockeren Melodien. Sein Einfluss ist  tiefgreifend, spürbar bei Bands wie  R.E.M., Teenage Fanclub, The Posies - eigentlich bei allen, die noch ein süßes, trauriges Lied zu singen haben.“

„Die Schönheit unverstärkter Balladen wie ,Thirteen‘ und ,Give Me Another Chance‘ verschmolz mühelos mit dem knarrigen Gitarrenrock von ,Don’t Lie to Me‘ oder ,Feel‘. Die perfekt produzierte Platte bot durchweg prächtige Melodien in Verbindung mit Texten, die verschmähte Liebe und verlorene Unschuld beweinen.“

Von einigen Songs des Albums gibt es Coverversionen bekannter Musiker, darunter Thirteen (Wilco, Garbage, Håkan Hellström, Elliott Smith, Hole) und The Ballad of El Goodo (Counting Crows, Evan Dando). Coverversionen von In the Street wurden als Titellieder der Sitcom Die wilden Siebziger eingesetzt.